# Grupa Bojowa SS Hannibal
Grupa Bojowa SS Hannibal (niem. SS-Kampfgruppe Hannibal) – jedna z hitlerowskich grup bojowych, która powstała w kwietniu 1944. W lipcu 1944 wchłonęła pułk policji podporządkowany dotąd HSSPF Russland-Mitte.
Walczyła do czasu kapitulacji w Królewcu.